# Большое (озеро, Восточно-Казахстанская область)
Большо́е (каз. Үлкен көлі) — бессточное горько-солёное озеро в Бородулихинском районе Абайской области Казахстана. Площадь — 12,3 км², длина — 11,8 км, ширина — до 2,4 км, длина береговой линии — 27 км. Высота над уровнем моря — 308,8 м. Наибольшая глубина — 2,5 м. Годовой объём воды — 18 млн м³. Площадь водосбора — 310 км².
Питание в основном снеговое и за счёт грунтовых вод. Замерзает в ноябре, освобождается ото льда в апреле. На южном берегу озера расположено село Бородулиха.